# Isabel Pinto de Vidal

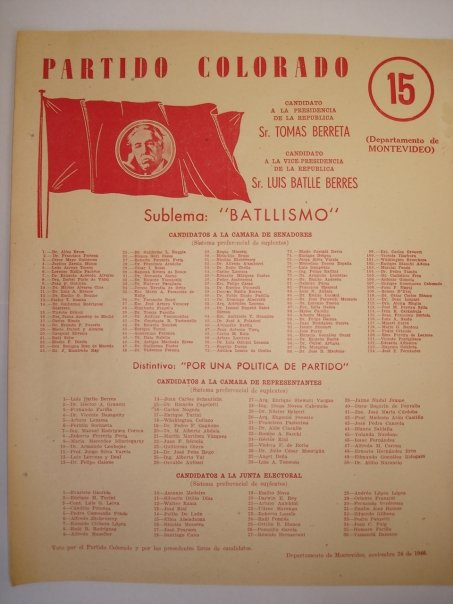
Llista presentada pel Partit Colorado a les eleccions de 1946, amb Isabel Pinto de Vidal com a candidata a senadora.

Isabel Pinto de Vidal (Montevideo 13 de desembre de 1985 - 1969) fou una advocada i política uruguaiana, pertanyent al Partit Colorado.
Graduada com a advocada per la Universitat de la República, va ser una activa lluitadora pels drets de la dona. El 1942, per primera vegada en la història de l'Uruguai va haver dones que van ingressar al Parlament. Sofía Álvarez Vignoli i Isabel Pinto de Vidal van ser les primeres senadores del país.
A més, juntament amb altres llatinoamericanes com la brasilera Bertha Lutz i la dominicana Minerva Bernardino, va exercir una funció essencial en la defensa de la inclusió dels drets de la dona i la no discriminació sexual en la Carta de les Nacions Unides, que el 1945 es va convertir en el primer acord internacional en què es reconeixia la igualtat de drets d'homes i dones.